# Bergvik och Ala

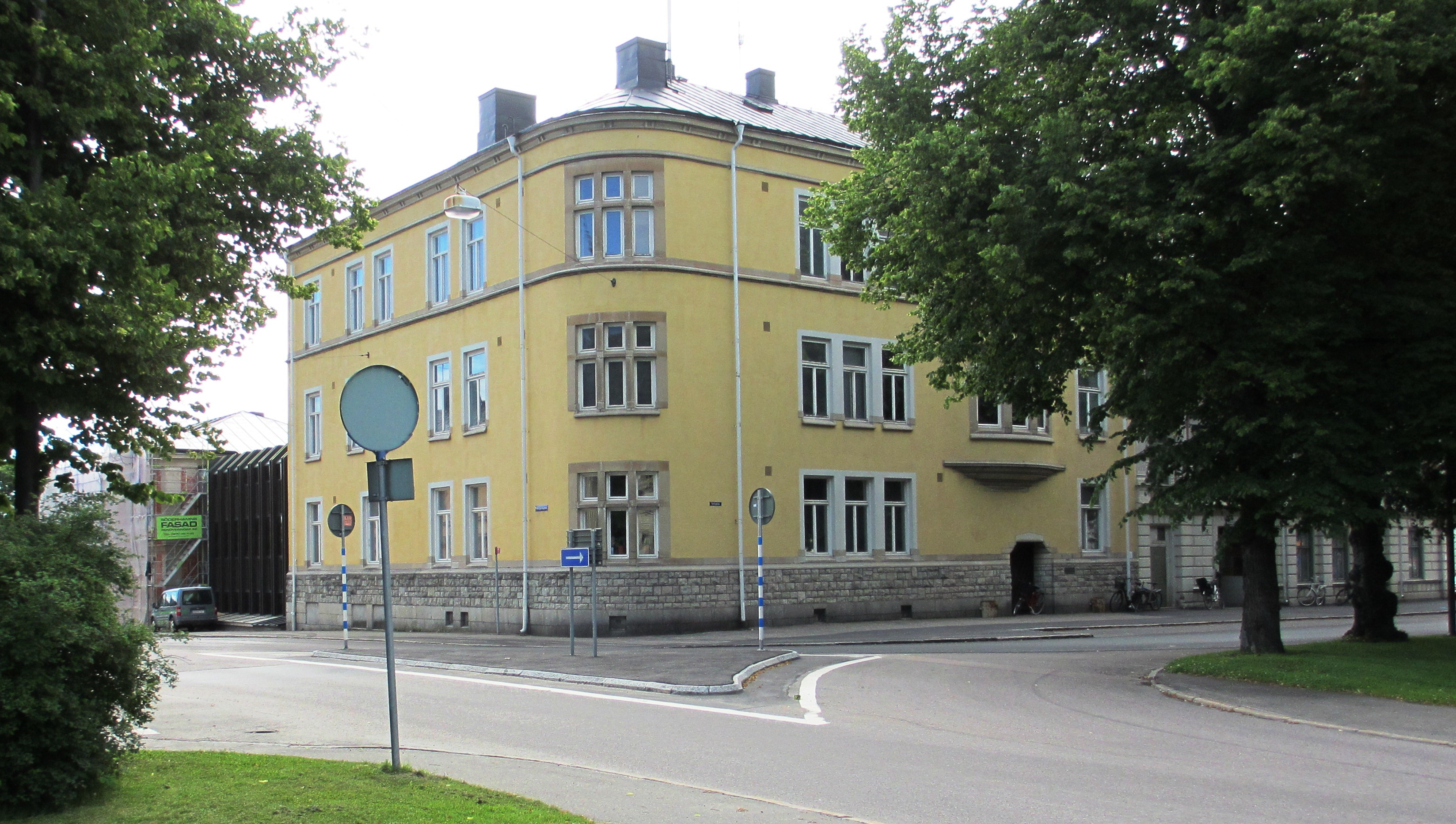
Bergvik och Ala Nya AB, huvudkontor i Söderhamn, ritat av arkitekten Sigge Cronstedt och invigt 1900.

Bergvik och Ala AB var ett svenskt skogsindustriföretag, verksamt främst i Hälsingland och Gästrikland.
Bergvik och Ala AB hade sitt ursprung i det år 1852 bildade sågverksbolaget Gefleborgs Sågverks Actie Bolag, vilket redan följande år kom att byta namn till Bergviks Sågverks Aktiebolag. Sitt slutliga namn fick företaget 1876 och i samband med detta inleddes även tillverkning av sulfitmassa. 1975 köptes Bergvik och Ala upp av Stora Kopparbergs Bergslags AB och fanns kvar som ett självständigt dotterbolag i koncernen tills det 1985 fusionerades med moderbolaget. Företagets omsättning var 1980 940 miljoner kr och antalet anställda 2600.

## Historia
Gefleborgs Sågverks Actie Bolag bildades i Stockholm i november 1852 av ett antal industriidkare. På hösten samma år kunde man förvärva ett pappersbruk och ett vattendrivet sågverk i Bergvik, strax utanför Söderhamn. Som ett resultat av detta ändrades också bolagsnamnet till Bergviks Sågverks Aktiebolag. År 1854 inleddes arbetet med att utöka verksamheten med ett sågverk i Ala, beläget vid kusten en bit utanför Ljusne. Året därpå kunde den nya ångsågen tas i drift, vilken blev den första i Hälsingland och den sjunde i Sverige. 
Trots investeringarna fick Bergviks Sågverks AB ekonomiska problem, och gick därför i konkurs 1867. Bergviks sågverks största fordringsägare, T.M. Weguelin från London, hade vid det laget redan tagit bolagets anläggningar och aktier och som garanti förvärvade han nu även resterande tillgångar, och 1876 bildade han ett nytt bolag, Bergvik och Ala AB. Då hade redan en fabrik för tillverkning av sulfitmassa sedan två år tillbaka varit i drift i Bergvik. Sulfitfabriken kom att vara den första i sitt slag i världen. Verksamheten kom under de följande åren utökas med uppköp av flera sågverk. År 1890 genomfördes det betydelsefulla förvärvet av de s.k. Hamrångeverken, som tillförde bolaget 24 000 hektar skog. 1897 förvärvades 91 000 hektar skog samt sågverk och snickerifabrik i Askesta med tillhörande lastageplats i Sandarne från det krisdrabbade Svartviks AB. Med köpet följde även Marma–Sandarne Järnväg (nedlagd 1970–1975). Tillgångarna inordnades året därpå i ett till Bergvik & Ala helägt dotterbolag med namnet Sandarne AB.
Vid Weguelins bortgång 1887 ombildades företaget till Bergvik och Ala Nya AB. Sulfitfabriken i Bergvik kom med tiden att bli gammalmodig, och nedlades därför 1897 för att ersättas av en ny i den närbelägna orten Vannsätter sex år senare. År 1911 inleddes även tillverkning av sulfitsprit. År 1916 lades sågverket i Bergvik ned. Vid samma tidpunkt började de brittiska aktieägarna sälja sina aktier, och Bergvik och Ala blev därmed åter svenskägt genom Svenska Handelsbanken. Under åren 1917–1920 byggdes sågverksrörelsen ut i Ala. Detta ledde till att verksamheten i Askesta avvecklades parallellt med brädgården, hyvleriet och snickerifabriken först. Sågverket lades slutligen ned 1920. På det lediga utrymmet efter brädgården i Sandarne uppförde bolaget sedan en sulfatfabrik under åren 1919–1921 som först hade en kapacitet på 15 000 ton kraftmassa per år. Verksamheten i Sandarne utökade 1930–1931 med en mindre fabrik för destillation av råtallolja. Denna byggdes ut i flera omgångar under 1930- och 40-talen för att omfatta även tillverkning av lackhartser, alkydprodukter m.m.
Särskilt efter andra världskriget kom till tillväxt och investeringar att dominera Bergvik och Alas utveckling. Framför allt fortsatte satsningen under 1950- och 60-talen på de kemiska industrianläggningarna i Sandarne. I samband med att Ström-Ljusne AB förvärvades 1967 kom en del nya verksamhetsområden in i företaget, exempelvis kättingtillverkning. År 1966 bytte Handelsbanken på ett spektakulärt sätt Bergvik och Ala mot Wallenbergägda Wifstavarfs AB. Därigenom kom bolaget hädanefter att tillhöra Wallenberggruppen. År 1975 köptes Bergvik och Ala av Stora Kopparbergs Bergslags AB, som även det ingick i Wallenberggruppen. Bergvik och Ala fortsatte emellertid att existera som ett självständigt dotterbolag med sin egen verkställande direktör och sin egen styrelse fram till 1985, då det fusionerades med moderbolaget. 
Av Bergvik och Ala:s gamla tillverkningsheter finns idag Ala sågverk kvar, (numera i StoraEnso-koncernen) samt fabriken för destillation och vidareförädling av råtallolja i Sandarne (ägt av amerikanska Arizona Chemical). 
Bergviks sulfitfabrik i Vannsätter lades ned 1979 och Sandarne sulfatfabrik vid årsskiftet 1991/1992.

## Bergvik och Ala AB år 1975
Vid tidpunkten för Stora Kopparbergs förvärv 1975 innehade Bergvik och Ala AB 358 000 ha produktiv skogsmark. Totalarealen uppgick till 487 000 ha. Därtill 14 000 ha vatten. Man ägde vattenkraftverk med en kapacitet på ca 1.000 GWh/år. Ytterligare utbyggnader av vattenkraften planerades dessutom. Bergvik och Ala svarade för en omfattande eldistribution (förutom till egna industrierna) i stora delar av sydöstra Hälsingland och norra Gästrikland. 

### Koncernföretag
- Ala sågverk, kapacitet: 235 000 m³
- Bergviks sulfitfabrik, kapacitet: 80 000 ton blekt och oblekt magnesiumsulfitmassa vid kontinuerlig drift
- Sandarne sulfatfabrik, kapacitet: 120 000 ton oblekt sulfatmassa och 10 000 ton såpa
- Hartsdestillationsverket i Sandarne, drivet under namnet Bergviks Hartsprodukter AB. Kapacitet: 90 000 ton rå tallolja och 5.000 ton lackhartser m.m.
- En kättingfabrik i Ljusne, kapacitet: 20 000 ton
- En plywoodfabrik i Ljusne, kapacitet: 25 000 m³ plywood och 3.000 m³ lamellträ
- En boardfabrik i Ljusne, kapacitet: 46 000 ton hård board och 21 000 ton porös board

Man drev även en boardfabrik i Pilgrimstad samt ett hartsdestillationsverk i Landskrona. I hela koncernen var 3 000 anställda, och av dessa var ca 2 000 knutna till verksamheter i Söderhamnsområdet.

## Verkställande direktörer
- Henrik Bergquist 1888–1900
- Volrath Tham 1900–1931
- Anders Laurell 1931–1941
- Ragnar Sundfeldt 1941–1963
- Lennart Gabrielsson 1963–1977
- Gunnar Engman 1977
- Håkan Vestergren 1979–1984